# Bahnstrecke Duisburg-Meiderich Nord–Hohenbudberg
| Streckennummer (DB): | 2331 (OB Walzwerk – Meerbeck) 2333 (DU-Baerl – Hohenbudberg) |                                            |                                            |
| Kursbuchstrecke (DB): | % (nur GV) zuletzt 476 (1983) ex 243a (1963)                 |                                            |                                            |
| Streckenlänge: | (21 km) 18 km                                                |                                            |                                            |
| Spurweite: | 1435 mm (Normalspur)                                         |                                            |                                            |
| Streckenklasse: | D4                                                           |                                            |                                            |
| Stromsystem: | 15 kV 16,7 Hz ~                                              |                                            |                                            |
| Streckengeschwindigkeit: | 100 km/h                                                     |                                            |                                            |
| Zugbeeinflussung: | PZB90                                                        |                                            |                                            |
| Zweigleisigkeit: | OB Walzwerk – OB Mathilde DU-Meiderich Ost – Meerbeck        |                                            |                                            |
| |                                                              |                                            |                                            |
| \| \| \| Strecke von OB-Osterfeld / Bottrop Süd \| \| \| \| 27,1 \| Oberhausen Walzwerk (Abzw) \| Oberhausen Walzwerk (Abzw) \| \| \| \| Hollandstrecke Wesel–Oberhausen \| \| \| \| \| Strecke nach Duisburg/Dortmund \| \| \| \| 24,8 \| Oberhausen West (ehem. Oberhausen RhE) \| Oberhausen West (ehem. Oberhausen RhE) \| \| \| \| Strecke von Oberhausen Hbf \| \| \| \| 24,8 \| Oberhausen Mathilde (Abzw) \| Oberhausen Mathilde (Abzw) \| \| \| \| A 3 \| \| \| \| \| zwei Strecken nach Duisburg-Hochfeld/Wedau \| \| \| \| \| zwei Strecken nach Duisburg-Ruhrort Hafen \| \| \| \| \| (Rhein-Herne-Kanal) \| \| \| \| 22,8 \| Duisburg-Meiderich Ost (Abzw) \| Duisburg-Meiderich Ost (Abzw) \| \| \| \| Duisburg-Meiderich Ost \| \| \| \| \| ehem. Strecke von Mülheim-Styrum \| \| \| \| 21,2 \| Duisburg-Meiderich Süd \| Duisburg-Meiderich Süd \| \| \| \| Strecke nach Duisburg-Ruhrort \| \| \| \| \| ehem. Strecke von OB-Osterfeld \| \| \| \| 21,1 \| Duisburg-Meiderich Nord \| Duisburg-Meiderich Nord \| \| \| \| ehem. Strecke nach Duisburg-Ruhrort \| \| \| \| \| (A 59) \| \| \| \| 19,8 \| Buschmannshof (Abzw) \| Buschmannshof (Abzw) \| \| \| 17,5 \| Duisburg-Beeck \| Duisburg-Beeck \| \| \| 16,2 \| Duisburg-Beeck Gbf \| Duisburg-Beeck Gbf \| \| \| 15,0 \| Duisburg-Beeckerwerth \| Duisburg-Beeckerwerth \| \| \| 3,8 ≡ 13,1 \| Haus-Knipp-Brücke (Rhein, Kilometersprung) \| Haus-Knipp-Brücke (Rhein, Kilometersprung) \| \| \| 3,5 12,9 \| Duisburg-Baerl (ehem. Bf, zuletzt Üst) \| Duisburg-Baerl (ehem. Bf, zuletzt Üst) \| \| \| \| Friedrich Heinrich–Rheinpreußen-Hafen \| \| \| \| \| (ehem. niveaufreie Ausfädelung) \| \| \| \| \| Strecke Rheinberg–Moers \| \| \| \| \| Niederrheinstrecke von Xanten \| \| \| \| 0,0 \| Meerbeck (Abzw) \| Meerbeck (Abzw) \| \| \| \| Niederrheinstrecke nach Moers \| \| \| \| \| ehem. Strecke Moers–Homberg \| \| \| \| \| A 40 \| \| \| \| \| Niederrheinstrecke von Moers \| \| \| \| 6,0 \| Oestrum (Abzw) \| Oestrum (Abzw) \| \| \| \| Güterstrecke Trompet–Homberg \| \| \| \| 4,5 \| Bergheim (b Moers) \| Bergheim (b Moers) \| \| \| \| Güterstrecke von Trompet \| \| \| \| \| Niederrheinstrecke Trompet–Rheinhausen \| \| \| \| \| Strecke von Rheinhausen \| \| \| \| 0,5 \| Hohenbudberg (ehem. Rbf) \| Hohenbudberg (ehem. Rbf) \| \| \| 0,0 \| Duisburg-Mühlenberg (Abzw) \| Duisburg-Mühlenberg (Abzw) \| \| \| \| Strecke nach Krefeld \| \| \| \| \| \| \| \| Quellen: [1][2] \| \| \| \| |                                                              |                                            |                                            |
| Strecke · Strecke |                                                              | Strecke von OB-Osterfeld / Bottrop Süd     | Strecke von OB-Osterfeld / Bottrop Süd     |
| | 27,1                                                         | Oberhausen Walzwerk (Abzw)                 | Oberhausen Walzwerk (Abzw)                 |
| Kreuzung geradeaus oben · Kreuzung geradeaus oben |                                                              | Hollandstrecke Wesel–Oberhausen            | Hollandstrecke Wesel–Oberhausen            |
| Abzweig geradeaus, von links und von rechts · Kreuzung geradeaus oben |                                                              | Strecke nach Duisburg/Dortmund             | Strecke nach Duisburg/Dortmund             |
| Dienststation / Betriebs- oder Güterbahnhof · Strecke | 24,8                                                         | Oberhausen West (ehem. Oberhausen RhE)     | Oberhausen West (ehem. Oberhausen RhE)     |
| Verschwenkung von links · Verschwenkung von links · Verschwenkung von links |                                                              | Strecke von Oberhausen Hbf                 | Strecke von Oberhausen Hbf                 |
| Strecke · Blockstelle · Strecke | 24,8                                                         | Oberhausen Mathilde (Abzw)                 | Oberhausen Mathilde (Abzw)                 |
| Brücke · Brücke · Brücke |                                                              | A 3                                        | A 3                                        |
| Strecke · Abzweig geradeaus und nach links · Kreuzung geradeaus unten |                                                              | zwei Strecken nach Duisburg-Hochfeld/Wedau | zwei Strecken nach Duisburg-Hochfeld/Wedau |
| Abzweig geradeaus und nach links · Kreuzung geradeaus unten · Kreuzung geradeaus unten |                                                              | zwei Strecken nach Duisburg-Ruhrort Hafen  | zwei Strecken nach Duisburg-Ruhrort Hafen  |
| Brücke über Wasserlauf · Brücke über Wasserlauf · Brücke über Wasserlauf |                                                              | (Rhein-Herne-Kanal)                        | (Rhein-Herne-Kanal)                        |
| Strecke nach links · Abzweig geradeaus, von links und von rechts · Abzweig geradeaus und nach rechts | 22,8                                                         | Duisburg-Meiderich Ost (Abzw)              | Duisburg-Meiderich Ost (Abzw)              |
| Strecke · Haltepunkt / Haltestelle |                                                              | Duisburg-Meiderich Ost                     | Duisburg-Meiderich Ost                     |
| Strecke · Abzweig geradeaus und ehemals von links |                                                              | ehem. Strecke von Mülheim-Styrum           | ehem. Strecke von Mülheim-Styrum           |
| Dienststation / Betriebs- oder Güterbahnhof · Bahnhof | 21,2                                                         | Duisburg-Meiderich Süd                     | Duisburg-Meiderich Süd                     |
| Verschwenkung nach links · Verschwenkung nach links |                                                              | Strecke nach Duisburg-Ruhrort              | Strecke nach Duisburg-Ruhrort              |
| Strecke von rechts (außer Betrieb) · Strecke |                                                              | ehem. Strecke von OB-Osterfeld             | ehem. Strecke von OB-Osterfeld             |
| Bahnhof (Strecke außer Betrieb) · Strecke | 21,1                                                         | Duisburg-Meiderich Nord                    | Duisburg-Meiderich Nord                    |
| Abzweig geradeaus und nach links (Strecke außer Betrieb) · Kreuzung geradeaus oben (Querstrecke außer Betrieb) |                                                              | ehem. Strecke nach Duisburg-Ruhrort        | ehem. Strecke nach Duisburg-Ruhrort        |
| Brücke (Strecke außer Betrieb) · Brücke |                                                              | (A 59)                                     | (A 59)                                     |
| Verschwenkung nach links (Strecke außer Betrieb) · Verschwenkung nach rechts | 19,8                                                         | Buschmannshof (Abzw)                       | Buschmannshof (Abzw)                       |
| ehemaliger Haltepunkt / Haltestelle | 17,5                                                         | Duisburg-Beeck                             | Duisburg-Beeck                             |
| Dienststation / Betriebs- oder Güterbahnhof | 16,2                                                         | Duisburg-Beeck Gbf                         | Duisburg-Beeck Gbf                         |
| ehemaliger Haltepunkt / Haltestelle | 15,0                                                         | Duisburg-Beeckerwerth                      | Duisburg-Beeckerwerth                      |
| Grenze auf Brücke über Wasserlauf | 3,8 ≡ 13,1                                                   | Haus-Knipp-Brücke (Rhein, Kilometersprung) | Haus-Knipp-Brücke (Rhein, Kilometersprung) |
| ehemalige Überleitstelle / Spurwechsel | 3,5 12,9                                                     | Duisburg-Baerl (ehem. Bf, zuletzt Üst)     | Duisburg-Baerl (ehem. Bf, zuletzt Üst)     |
| Kreuzung geradeaus oben |                                                              | Friedrich Heinrich–Rheinpreußen-Hafen      | Friedrich Heinrich–Rheinpreußen-Hafen      |
| Verschwenkung von links · Verschwenkung von rechts (Strecke außer Betrieb) |                                                              | (ehem. niveaufreie Ausfädelung)            | (ehem. niveaufreie Ausfädelung)            |
| Kreuzung geradeaus oben · Strecke (außer Betrieb) |                                                              | Strecke Rheinberg–Moers                    | Strecke Rheinberg–Moers                    |
| Abzweig geradeaus, ehemals nach rechts und von rechts · Strecke (außer Betrieb) |                                                              | Niederrheinstrecke von Xanten              | Niederrheinstrecke von Xanten              |
| Blockstelle · Strecke (außer Betrieb) | 0,0                                                          | Meerbeck (Abzw)                            | Meerbeck (Abzw)                            |
| Strecke nach rechts · Strecke (außer Betrieb) |                                                              | Niederrheinstrecke nach Moers              | Niederrheinstrecke nach Moers              |
| Kreuzung geradeaus oben (Strecken außer Betrieb) |                                                              | ehem. Strecke Moers–Homberg                | ehem. Strecke Moers–Homberg                |
| Brücke (Strecke außer Betrieb) |                                                              | A 40                                       | A 40                                       |
| Abzweig geradeaus und von rechts (Strecke außer Betrieb) |                                                              | Niederrheinstrecke von Moers               | Niederrheinstrecke von Moers               |
| Blockstelle (Strecke außer Betrieb) | 6,0                                                          | Oestrum (Abzw)                             | Oestrum (Abzw)                             |
| Kreuzung geradeaus unten (Strecke geradeaus außer Betrieb) |                                                              | Güterstrecke Trompet–Homberg               | Güterstrecke Trompet–Homberg               |
| Bahnhof (Strecke außer Betrieb) | 4,5                                                          | Bergheim (b Moers)                         | Bergheim (b Moers)                         |
| Abzweig ehemals geradeaus und von rechts |                                                              | Güterstrecke von Trompet                   | Güterstrecke von Trompet                   |
| Kreuzung geradeaus unten |                                                              | Niederrheinstrecke Trompet–Rheinhausen     | Niederrheinstrecke Trompet–Rheinhausen     |
| Strecke von links · Kreuzung geradeaus unten |                                                              | Strecke von Rheinhausen                    | Strecke von Rheinhausen                    |
| Strecke · ehemaliger Bahnhof | 0,5                                                          | Hohenbudberg (ehem. Rbf)                   | Hohenbudberg (ehem. Rbf)                   |
| Verschwenkung nach links · Verschwenkung nach rechts | 0,0                                                          | Duisburg-Mühlenberg (Abzw)                 | Duisburg-Mühlenberg (Abzw)                 |
| Strecke |                                                              | Strecke nach Krefeld                       | Strecke nach Krefeld                       |
| |                                                              |                                            |                                            |
| Quellen: |                                                              |                                            |                                            |

Die Bahnstrecke Duisburg-Meiderich Nord – Hohenbudberg ist eine ehemalige vorrangig vom Güterverkehr genutzte Eisenbahnstrecke in Deutschland vom Bahnhof Duisburg-Meiderich Nord zum Rangierbahnhof Hohenbudberg mit Stichstrecke zum ehemaligen Bahnhof Rheinpreußen.
Sie verbindet heute als Bahnstrecke Oberhausen West – Meerbeck den Güterbahnhof Oberhausen West an der Güterstrecke von Duisburg-Wedau nach Bottrop Süd mit der Abzweigstelle Meerbeck (Abzw) an der Strecke Rheinhausen–Xanten.

## Geschichte
Nach der Stilllegung des Trajekts Ruhrort–Homberg am 19. Mai 1907 wurde zwar für den Personenverkehr ein einfacher Fährbetrieb über den Rhein aufrechterhalten, der Güterverkehr musste aber über einen anderen Weg geführt werden, da auch die Duisburg-Hochfelder Eisenbahnbrücke nur über Umwege zu erreichen war.
Die Preußischen Staatseisenbahnen begannen den Bau ihrer neuen Strecke im Bahnhof Duisburg-Meiderich Nord an der Bahnstrecke Duisburg-Ruhrort–Dortmund. Sie führte mitten zwischen den dicht besiedelten Gebieten von Ruhrort und Beeck hindurch und überquerte den Rhein zwischen Beeckerwerth und Baerl über die Haus-Knipp-Eisenbahnbrücke.
Im Bahnhof Baerl gabelte sich die Strecke niveaufrei, eine Stichstrecke führte nach Westen zum Bahnhof Rheinpreußen an der Niederrheinstrecke (Fahrtrichtung Nord). Die eigentliche Strecke führte wiederum mittig zwischen den dicht besiedelten Gebieten von Homberg und Moers hindurch. Sie traf in Höhe der Abzweigstelle Asberg auf die Niederrheinstrecke (Fahrtrichtung Süd) und folgte dieser bis zur Abzweigstelle Oestrum.
Nachdem die Strecke Duisburg-Ruhrort–Mönchengladbach gekreuzt wurde, verlief sie über den Bahnhof Trompet östlich des Toeppersees zum Rangierbahnhof Hohenbudberg. In dieser Form wurde die Strecke am 1. Oktober 1912 für den Güterverkehr eröffnet.
Ein Jahr später wurde dann am 1. September 1913 eine zusätzliche Verbindung von der Abzweigstelle Buschmannshof über Duisburg-Meiderich Süd zum Bahnhof Oberhausen West in Betrieb genommen.
Zwischen 1917 und 1920 wurde der Bahnhof Rheinpreußen zu Gunsten des knapp einen Kilometer weiter nördlich gelegenen Haltepunktes Utfort aufgelassen. 1923 wurde die Stichstrecke dann nach Süden zur neu errichteten Abzweigstelle Meerbeck (Abzw) verschwenkt.
Der Grund für diese Änderung war folgender: Seit 1908 war eine Bahnlinie von Geldern nach Baerl geplant. Man sah damit eine Verbindung zwischen dem Ruhrgebiet und der Strecke in die Niederlande über Kleve vor. Das Ziel war vor allem die Umgehung des überlasteten Strecken bei Duisburg, Rheinhausen und Moers. Die Verbindung sollte von der in diesem Lemma beschriebenen Güterverkehrsstrecke von Oberhausen nach Hohenbudberg beim Block Baerl abzweigen. Von Baerl ausgehend führte die geplante Bahn über Utfort, dem eben genannten Kreuzungsbahnhof mit der Strecke Rheinhausen–Kleve, und in westlicher Richtung über die künftigen Bahnhöfe Repelen, Lintfort, Dachsberg bei Kamp-Lintfort, Sevelen und Hartefeld bis nach Geldern. Hier sollte an die Linie Krefeld–Kleve angeschlossen werden.
Die Errichtung von Bahndamm und Überführungen waren zum großen Teil fertig gestellt, als die Arbeiten durch den Beginn des Ersten Weltkrieges 1914 unterbrochen wurden. Nach dem Krieg, ab 1918, betrachteten die Siegermächte diese Strecke als strategisch wichtig, da sie in künftigen Kriegen als deutsche Aufmarschbahn in Richtung Westen in die Niederlande, nach Belgien und Frankreich hätte dienen können. Die Sieger verboten daher den Weiterbau. Als dieses Verbot Anfang der 1920er Jahre fiel, hatte die Reichsbahn kein Interesse mehr am Weiterbau. Von der Strecke sind noch große Teile als Bahndamm bzw. als Einschnitte erkennbar. Teilweise wurden neue Straßen über den alten Bahndamm geführt, so dass er hier eingeebnet wurde und die Fläche mit Wohnbebauung versehen wurde. Im Übrigen dient der Damm als Wanderweg; ein fertiges Brückenbauwerk an der Repelener Straße im Ortsteil Genend, am westlichsten Punkt, wurde mit einer gewerblich genutzten Halle überbaut.

## Personenverkehr
Nachdem die baulichen Voraussetzungen für eine durchgehende Verbindung geschaffen waren, wurde am 29. Mai 1929 der Personenverkehr von Oberhausen Hauptbahnhof über Duisburg-Meiderich Süd einerseits, sowie von Osterfeld Süd über Duisburg-Meiderich Nord andererseits nach Moers eröffnet.
Der Personenverkehr über Duisburg-Meiderich Nord wurde bereits am 2. Oktober 1932 wieder eingestellt. Über Duisburg-Meiderich Süd hingegen lief er weiter, abgesehen von der Zeit Ende des Zweiten Weltkrieges, in der die Haus-Knipp-Eisenbahnbrücke zerstört war.
Seit den 1960er Jahren wurde der Personenverkehr auf der Strecke nur noch mit Akkutriebwagen der DB-Baureihe ETA 150 durchgeführt und am 23. September 1983 endgültig eingestellt.

## Heutige Situation

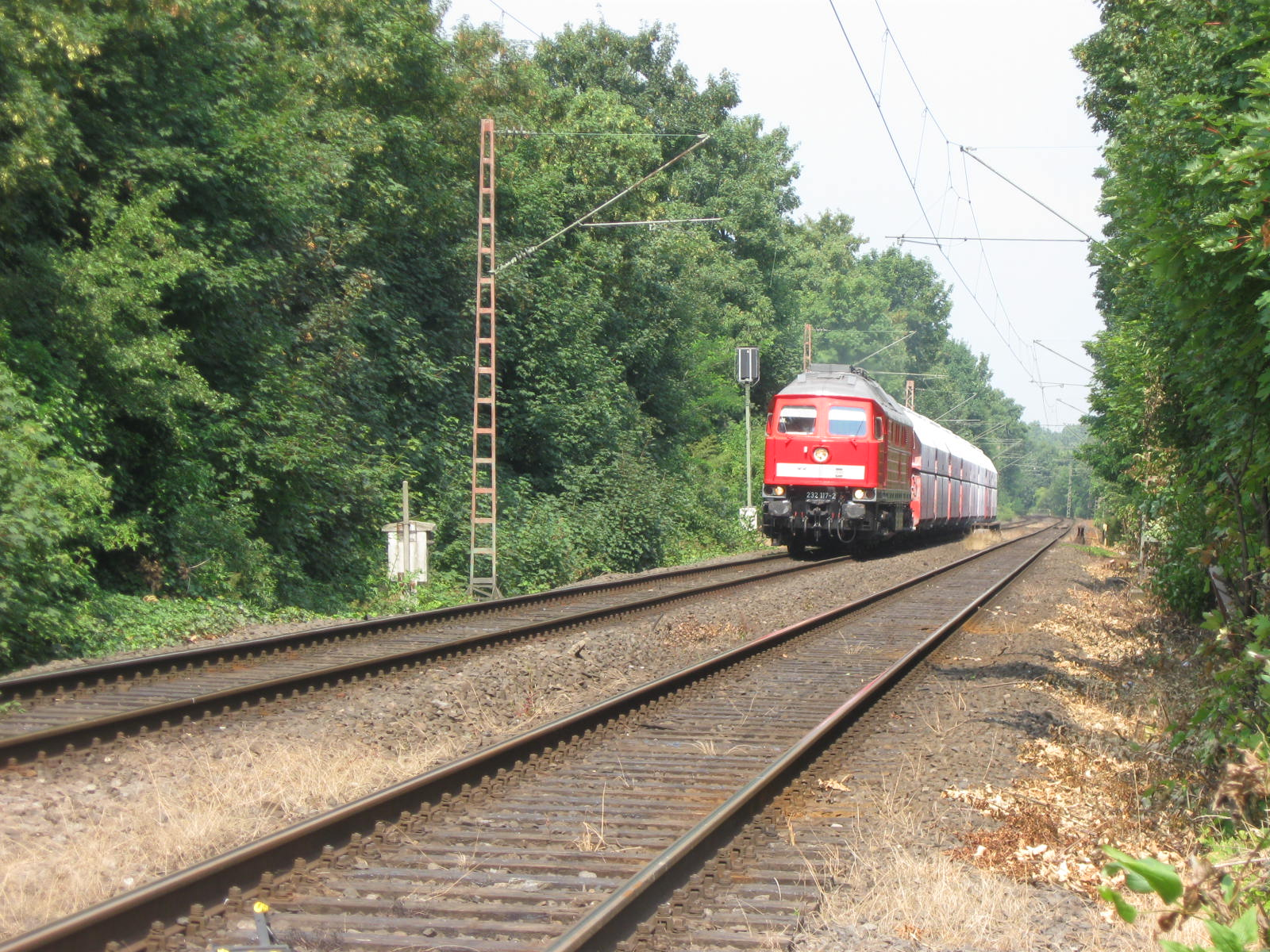
Güterzug aus Duisburg-Beeck Gbf in Duisburg-Meiderich; hier unterquerte die Bahnstrecke aus Meiderich Nord nach Ruhrort früher die Trasse

Der Streckenabschnitt zwischen Baerl und Hohenbudberg wurde am 25. August 1969 stillgelegt, gut ein Jahr später am 1. Oktober 1970 folgte das Teilstück zwischen Duisburg-Meiderich Nord und der Abzweigstelle Buschmannshof. Sämtliche Gleise wurden inzwischen komplett abgebaut.
Der verbliebene Streckenabschnitt wird seitdem vom Bahnhof Oberhausen West zur Abzweigstelle Meerbeck (Abzw) an der Niederrheinstrecke durchgebunden und führt über Duisburg-Beeck Gbf. Dieser war als Rangierbahnhof geplant, trotz weitgehend vollendeter Erdarbeiten jedoch nur als Provisorium mit etwa 15 Gleisen in Betrieb genommen und nach Zerstörung im Zweiten Weltkrieg nicht wieder aufgebaut worden. Heute sind davon insgesamt vier Gleise verblieben, das eine Ausweichgleis ist abgetrennt, das andere nach langer Sperrdauer seit Oktober 2013 wieder befahrbar. Das DrS2-Stellwerk wird aus dem Zentralstellwerk Maf bei Oberhausen West ferngesteuert. Auf Grund der Verlagerung der Strecke kommt es zu einem Kilometersprung in Höhe der Haus-Knipp-Brücke, dort springt die Kilometrierung von 3,800 auf 13,070 (gleichzeitig Regionalgrenze der ehemaligen Bundesbahndirektionen Köln und Essen).
Ab 1998 war das nördliche Brückengleis außer Betrieb, der Güterverkehr fand zwischen dem ehemaligen Haltepunkt Duisburg-Beeckerwerth sowie der Überleitstelle Duisburg-Baerl eingleisig statt. Bauarbeiten zur Wiederinbetriebnahme des zweiten Gleises begannen im Mai 2012, mit Fertigstellung entfiel im Dezember 2012 die Betriebsstelle Duisburg-Baerl.